# Колаку (Сучава)
Колаку (рум. Colacu) — село у повіті Сучава в Румунії. Входить до складу комуни Фунду-Молдовей.
Село розташоване на відстані 349 км на північ від Бухареста, 67 км на захід від Сучави.

## Населення
За даними перепису населення 2002 року у селі проживали 1043 особи, з них 1042 особи (99,9%) румунів. Рідною мовою 1042 особи (99,9%) назвали румунську.